# Elektro in pomorska šola Portorož
Elektro in pomorska šola Portorož je srednja šola v Portorožu, katere začetki segajo v leto 1947. Nahaja se na Poti pomorščakov 4, pod Fakulteto za pomorstvo in promet in v bližini Fakultete za turistične študije - Turistice.
Januarja 2013 se je Pomorski in tehniški izobraževalni center Portorož združil z Gimnazijo Piran v šolski center Gimnazija, elektro in pomorska šola Piran (GEPŠ Piran) in dobil sedanje ime.
Večino dijakov so zmeraj predstavljali prišleki iz drugih regij, domačini so predstavljali tretjino. Od začetka delovanja pripravljajo Neptunov krst, javen simbolični sprejem novincev. V zadnjem desetletju izvajajo na šoli poleg srednje strokovnega programa programa plovbni tehnik  še program računalniški tehnik, elektrotehnik in logistični tehnik. Šola je v letu 2018 v celoti prenovila dijaški dom Portorož. V letu 2024 je šolo obiskovalo 640 dijakov. Dijaški dom nudi oskrbo 85 dijakom in 90 študentom v apartmajskem sistemu.

### Srednji strokovni
- plovbni tehnik
- elektrotehnik
- logistični tehnik (od l. 2021)
- tehnik računalništva (od l. 2023)[4]

## Zgodovina

### Slovenska pomorska trgovska akademija
Nastala je leta 1. marca 1947 v Žusterni oz. Semedeli pri Kopru. Dijaki so izbirali med plovbnim, strojnim in ladjedelniškim programom. Dijaški dom so uredili v neki zapuščeni vili blizu šole. Iz neugodnih šolskih prostorov so se 16. maja 1948 preselili v obnovljeno stavbo prvotne carinarnice v piranskem pristanišču. Dijaki so začeli izdajati glasilo Mladi pomorščak.

### Pomorski tehnikum
12. oktobra 1948 se je šola preimenovala v Pomorski tehnikum, s čimer so se prilagodili izobraževalnemu sistemu in programu enakih šol v takratni Jugoslaviji. V šolskem letu 1948/49 so prvič izvedli maturitetni izpit.
V šolskem letu se 1949/50 se je šola oblikovala v zavod s petletnim izobraževanjem, ki je vključeval enoletno prakso, ki se je po dveh šolskih letih ukinila zaradi zapletene organizacije. Leta 1951 šole niso zaprli, ker je bila edini zavod za izobraževanje slovenskih pomorščakov. V šolskem letu 1951/52 je bila uvedena enoletna ribiška šola, ki se je razvila v triletno šolo. V šolskem letu 1952/53 je bilo ponovno uvedeno enotno štiriletno neprekinjeno šolanje, aprila 1953 pa se je Pomorski tehnikum preimenoval v Pomorsko srednjo šolo Piran.
Dijaki tehnikuma so imeli izkaznice z motivom sidra.

### Srednja pomorska šola Portorož
V sedanje, novo šolsko poslopje v Portorožu, ki je bilo zgrajeno tako za dijake srednje šole kot za študente Višje pomorske šole (danes Fakulteta za pomorstvo in promet), so se preselili 25. maja 1961.
Leta 1966 so uvedli elektrotehniški odsek, leta 1968 pa še odsek splošne strojne smeri, zaradi česar se je vpis dijakov povečal. Leta 1968 je šola prevzela upravo in financiranje ponovno odprtega Akvarija Piran, ki deluje v nekdanji stavbi te šole, v Piranu.
Leta 1979 je bilo uvedeno usmerjeno izobraževanje. Šola je pridobila novo telovadnico. V naslednjih letih se je iztekel program za ribiče, saj država ni več kazala interesa za njegov obstoj, program kmetijca pa na tem področju ni imel tradicije. Uveden je bil program za elektrotehnika-elektronika. Leta 2001 uveden program prometnega tehnika se ni obnesel.
2. septembra 2008 se je šola z z Dijaškim domom Portorož združila v Pomorski in tehniški izobraževalni center Portorož.

## Gimnazija, elektro in pomorska šola Piran
(od  2. januarja 2013)

## Galerija
- Stavbe na Poti pomorščakov 4 proti vzhodu.
- Stavbe na Poti pomorščakov 4 proti zahodu.

### Stare spletne strani
- Srednja pomorska šola Portorož na Wayback Machine (archived 21. marec 2003)
- Pomorski in tehniški izobraževalni center Portorož na Wayback Machine (archived 17. maj 2013)
- Srednja pomorska šola Portorož - portal na Wayback Machine (archived 11. oktober 2007)